# Nódulo sinoauricular
El nodo sinoauricular  (NSA o nodo SA), nodo de Keith y Flack, nódulo sinusal, nodo seno-auricular o nodo sinoatrial recibe el nombre común de marcapasos cardíaco, y es una de las estructuras del miocardio que compone el sistema de conducción eléctrica del corazón.
En los cardiomiocitos de este nodo sinoauricular es donde se origina el impulso eléctrico que genera un latido cardíaco.

## Anatomía
La geometría 3D del nodo sinoauricular es irregular y compleja y no está bien comprendida. Esto se debe a que el tejido de conducción no se diferencia del tejido miocárdico de la aurícula circundante, durante la disección anatómica simple.
Se encuentra en la pared lateral superior de la aurícula derecha, en inmediata relación con la desembocadura de la vena cava superior.
En embriología, esta zona es conocida como seno venoso  (sinus venarum), de donde este nodo toma su nombre.
En la estructura del nodo sinoauricular podemos distinguir esquemáticamente una cabeza, un cuerpo y una cola. El eje mayor del cuerpo del nodo sinoauricular es paralelo a la cresta terminal, mientras que la cola penetra en dirección al endocardio. A nivel de la cabeza es subepicárdico, pues la distancia entre el nodo sinoauricular y el epicardio es de 1,5 ± 0,6 milímetros (mm); en su zona media se vuelve intraparietal y posteriormente se hace subendocárdico.
Desde el punto de vista morfológico es una estructura fusiforme, con un tamaño que varía entre 5 milímetros (mm) a 30 mm, con una media de 15 mm de extensión por 5 mm de grosor variando de 1,5 mm a 5 mm, es proporcional al tamaño del corazón.

### Irrigación sanguínea
La arteria del NSA tiene un origen proximal en la arteria coronaria derecha en el 55-65% de los pacientes, 25-45% en la arteria circunfleja, y de ambas en el 10%.
 Los estudios morfométricos plantean que el diámetro mínimo de la arteria del NSA en humanos es de 465±152 micrómetros (µm) o 0,46 milímetros (mm).

## Histología

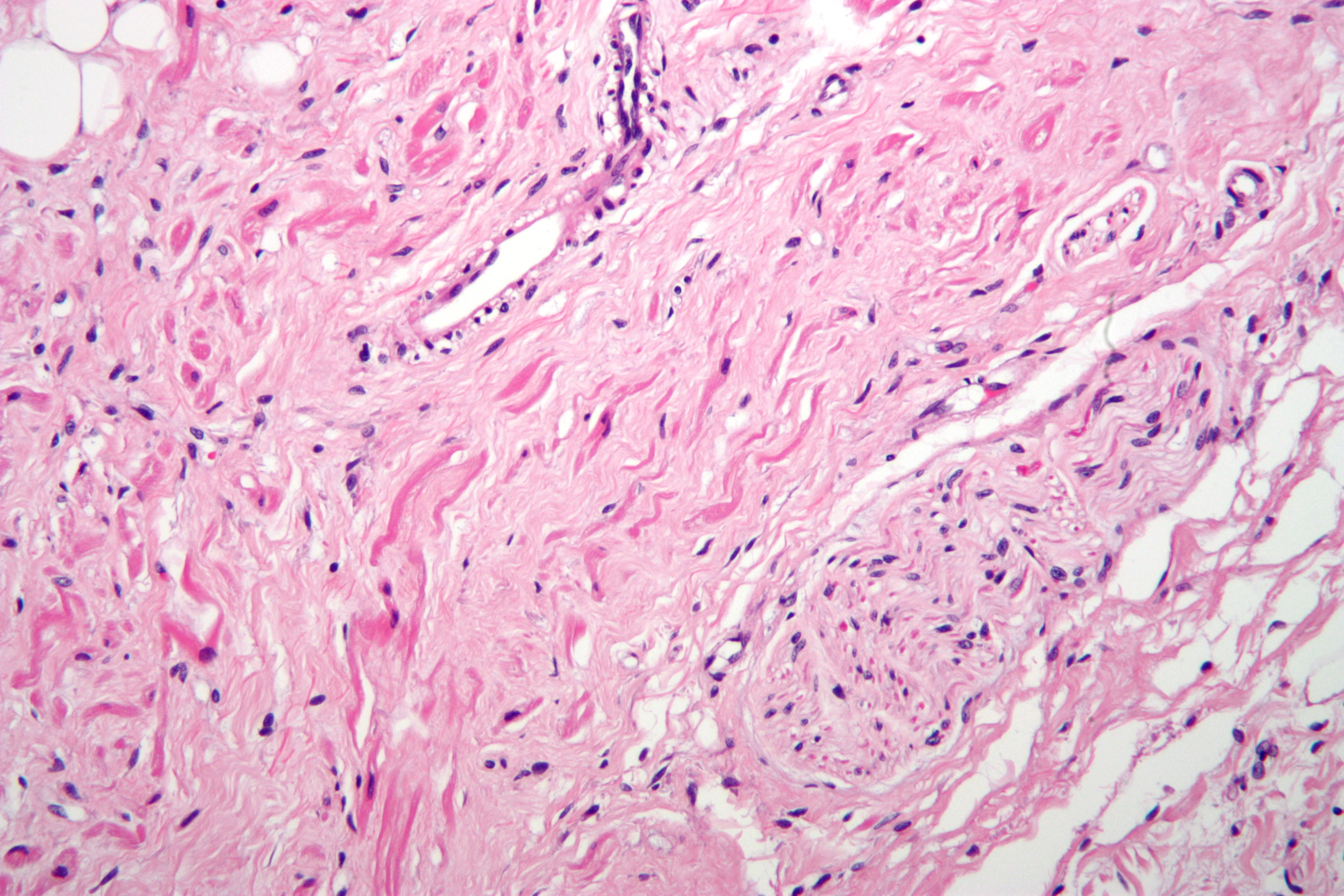
Micrografía de gran aumento del nodo sinoatrial. Corte histológico teñido con hematoxilina y eosina.

Histológicamente, el nodo sinoauricular se encuentra formado por cuatro tipos básicos de células. Las células P o pacemaker, ovoideas y pálidas, que son cardiomiocitos de despolarización.

Las células T o de transición, con una forma alargada.

El otro tipo son los cardiomiocitos de trabajo, típicos de la pared auricular.

Otro tipo celular que siempre se encuentra son los fibrocitos.

Existen neuronas, las células de Purkinje, que están en íntima relación con fibras del sistema nervioso autónomo.

## Fisiología

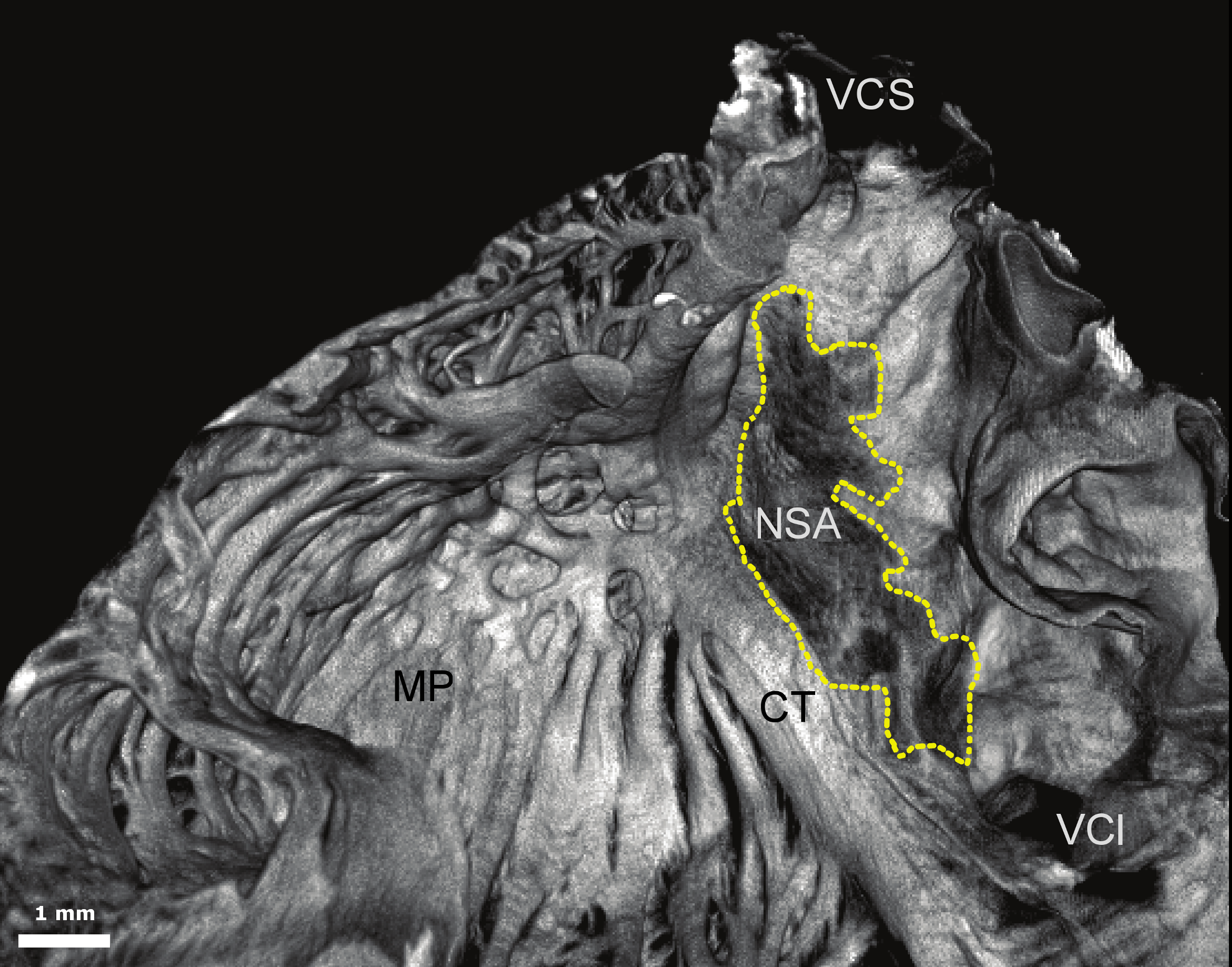
Nodo sinoauricular (NSA) delimitado en amarillo, visto desde el interior del corazón (endocardio).

El registro osciloscópico de los potenciales de acción de las células de este nodo muestran dos características importantes:
1. Ausencia de fase de reposo: Después de la repolarización, en la fase 4, el potencial de membrana no se mantiene estable, sino que asciende lentamente, hasta que al llegar a los -40 milivoltios, comienza espontáneamente una nueva fase de excitación.
2. Baja velocidad en la fase de excitación: La entrada masiva de iones de sodio en el interior de la célula no es tan rápida como en las demás células cardiacas, sino que la fase de despolarización se instaura lentamente. El cambio de potencial tiene una velocidad de 1-2 voltios/segundo, frente a los 100-200 voltios/segundo en otras células.

Esta forma del potencial de membrana explica el automatismo de las células del marcapasos sinusal. No es necesaria la llegada de un estímulo para provocar el cambio de la permeabilidad de la membrana a los iones, sino que dicha permeabilidad al sodio primero y al potasio se instaura espontánea y cíclicamente a un ritmo de 60 a 100 veces por minuto.
Aunque el nódulo sinoauricular funciona automáticamente, su funcionamiento está regulado por el sistema nervioso vegetativo.